# Tétras du Gunnison
Centrocercus minimus
Espèce
Statut de conservation UICN

 EN B2ab(i,ii,iii,v) : En danger
Le Tétras du Gunnison (Centrocercus minimus) est une espèce d'oiseau de la famille des Phasianidae.
Ce tétraoniné est endémique du Grand Bassin d'Amérique du Nord, où il vit principalement dans le sud-ouest du Colorado et le sud-est de l'Utah.
Le 10 janvier 2013, l'organisme américain chargé de la gestion et la préservation de la faune (FWS) a proposé de le classer sur la liste des espaces menacées et de sanctuariser 700 000 hectares pour son habitat. Un tel classement pourrait alors menacer l'implantation de certaines activités industrielles, notamment les exploitations de gisements de gaz de schiste et d'huile de schiste ainsi que des parcs éoliens.

## Publication originale
- Young, Braun, Oyler-McCance, Hupp & Quinn, 2000 : « A new species of sage-grouse (Phasianidae: Centrocercus) from southwestern Colorado ». Wilson Bulletin, vol. 112, n. 4, pp. 445-453.